# Michael Owen
Michael James Owen (* 14. Dezember 1979 in Chester) ist ein ehemaliger englischer Fußballspieler. Als trickreicher, agiler und torgefährlicher Stürmer galt er in der zweiten Hälfte der 1990er- und zu Beginn der 2000er-Jahre als einer der besten Fußballer der Welt und aufgrund seiner frühen Erfolge im Teenager-Alter als „Wunderknabe“ des englischen Fußballs. Bereits 1998 wurde er zum Sportler des Jahres in Großbritannien gewählt und drei Jahre später mit dem Ballon d’Or als „Europas Fußballer des Jahres“ ausgezeichnet.
Seine sportlich beste Zeit erlebte er bis 2004 beim FC Liverpool, bevor es ihn kurz zu Real Madrid (bis 2005) sowie später zu Newcastle United (bis 2009), Manchester United (bis 2012) und Stoke City (bis 2013) zog. Für Liverpool gewann er 2001 jeweils den FA Cup, den Ligapokal und den UEFA-Pokal – dazu gewann der Premier-League-Torschützenkönig von 1998 und 1999 im Jahr 2003 noch einmal den Ligapokal. Für die englische Nationalmannschaft nahm er an drei Welt- (1998, 2002, 2006) und zwei Europameisterschaften (2000, 2004) teil.
Ab Mitte der 2000er-Jahre warfen ihn häufig schwere Verletzungen zurück, darunter ein Mittelfußbruch Ende Dezember 2005 und ein während der WM-Endrunde 2006 in Deutschland gerissenes Kreuzband. Letzter größerer Erfolg war für ihn 2011 der Gewinn der englischen Meisterschaft mit Manchester United.

## Karriere

### Verein

#### FC Liverpool (1991–2004)
Bereits in ganz jungen Jahren fielen die besonderen fußballerischen Fähigkeiten von Michael Owen auf. Vater Terry, selbst langjähriger Profifußballer, nahm ihn häufig in das Kinderspielparadies des Deeside Leisure Centre mit. Dort zeigte er im Alter von fünf Jahren schon eine „Auge-Ball-Koordination“, gepaart mit einer Schusstechnik, die einem Acht- oder Neunjährigen entsprach. Obwohl der junge Owen zunächst dem Ex-Klub seines Vaters aus Everton angehangen hatte, war es schließlich der Lokalrivale FC Liverpool, der auf das Talent in Deeside aufmerksam wurde. Dazu gesellten sich später weitere Interessenten, zu denen auch Brian Kidd von Manchester United zählte, aber letztlich leistete Liverpools Verantwortlicher für die Jugendabteilung Steve Heighway die größte Überzeugungsarbeit. Owen, der bereits als Achtjähriger in U-11-Schulmannschaften gestanden und im Alter von 10 Jahren 97 Tore in einer Saison geschossen hatte, besuchte dazu die nationale Fußballakademie in Lilleshall und absolvierte Länderspiele in der englischen U-15- und U-16-Nachwuchsmannschaft.
Während seiner Zeit in Lilleshall kam Owen in der Saison 1995/96 auch in der Jugendauswahl des FC Liverpool zum Zuge. Als 16-Jähriger in einem Team mit zumeist 18-jährigen Mitspielern schoss er im FA Youth Cup jeweils drei Tore im Viertelfinale gegen Manchester United (den Siegtreffer erzielte er hier in der Nachspielzeit) und im Halbfinalhinspiel gegen Crystal Palace (4:2) sowie zwei weitere Treffer in der Rückpartie nach einem 1:3 nach regulärer Spielzeit in der Verlängerung. Im Finale gegen West Ham United, das künftige Stars wie Rio Ferdinand und Frank Lampard in ihren Reihen und 24 Spiele in Serie nicht verloren hatte, fehlte Owen im ersten Spiel (2:0) aufgrund eines Einsatzes bei der U-16-Europameisterschaft in Österreich gegen die Türkei. Im Rückspiel schoss er mit dem insgesamt elften Tor in fünf Pokalpartien den Ausgleich zum zwischenzeitlichen 1:1 (Endstand: 2:1), der den Weg zu Liverpools erstem Erfolg im FA Youth Cup in seiner Geschichte ebnete.
An seinem 17. Geburtstag unterschrieb Owen den ersten Profivertrag und war sofort Teil des Kaders von Cheftrainer Roy Evans. Er bestritt sein erstes Pflichtspiel am 6. Mai 1997 gegen den FC Wimbledon, als er beim Stand von 0:2 in der 57. Minute für Patrik Berger eingewechselt wurde und 17 Minuten später den Ehrentreffer schoss. Fünf Tage später kam er gegen Sheffield Wednesday (1:1) zu seinem Debüt in der Startelf der „Reds“. Es folgte der sportliche Durchbruch in der Saison 1997/98, als Owen zum „Shooting Star“ des englischen Fußballs avancierte und letztlich auch seinen Weg in die englische A-Nationalmannschaft fand. Dabei hatte ihn Evans behutsam ins Team einbinden wollen, aber durch die Verletzung von Robbie Fowler nahmen die Dinge schneller als erwartet ihren Lauf. Mit seiner Handlungsschnelligkeit, Torgefährlichkeit und einem hohen Tempo (speziell in Eins-gegen-eins-Situationen im gegnerischen Strafraum) erspielte er sich in Liverpool schnell einen Legendenstatus, der Vergleiche mit Ian Rush oder Robbie Fowler standhielt. Mit 18 Ligatoren gewann er die Torjägerkrone der Premier League (gemeinsam mit Dion Dublin und Chris Sutton); dazu zeichnete ihn die Spielergewerkschaft PFA zum besten Jungprofi aus und wählte ihn in die Ligamannschaft des Jahres (PFA Team of the Year). Nach dazu guten Leistungen bei der Weltmeisterschaft 1998 in Frankreich waren die Bedenken für die zweite Saison 1998/99 angesichts der hohen Belastungen hoch. Diese wurden jedoch schnell durch einen Hattrick im dritten Spiel gegen Newcastle United widerlegt und seine Einsatz- und Laufbereitschaft blieb auf einem hohen Niveau. Wenngleich die Spielzeit für Liverpool insgesamt auf einem enttäuschenden siebten Platz endete, egalisierte Owen unter dem neuen Trainer Gérard Houllier seine Ligatorausbeute aus dem Vorjahr und war damit zum zweiten Mal in Folge bester Torschütze der Premier League (den Titel teilte er sich nun mit Jimmy Floyd Hasselbaink und Dwight Yorke).
Ein Muskelfaserriss aus dem Spiel am 12. April 1999 gegen Leeds United sorgte für eine fünfmonatige Zwangspause und obwohl Owen in der Saison 1999/2000 wieder auf eine zweistellige Trefferanzahl kam, mehrten sich erstmals auch die kritischen Stimmen, die vor einer Überlastung warnten und ausreichende Erholungszeiten nach Verletzungen für Owen anmahnten. Das erfolgreichste Jahr in Liverpool war für Owen die Saison 2000/01. Die Spielzeit, die Owen letztlich auch die Wahl den Ballon d’Or als „Europas Fußballer des Jahres“ einbrachte, begann spektakulär mit sieben Toren innerhalb von fünf Partien, bevor Blessuren (zunächst eine Kopf-, später eine Rücken- und danach erneut eine Oberschenkelverletzung) zwischenzeitlich dafür sorgten, dass er nicht mehr uneingeschränkt im Sturm als „gesetzt“ galt. Neben dem zu dieser Zeit sehr formstarken Emile Heskey konkurrierte er häufig mit Robbie Fowler um die Position des zweiten Stürmers. Erste Anzeichen zu einer Rückkehr zur alten Stärke waren Mitte Februar 2001 seine beiden Tore zum 2:0-Auswärtssieg im UEFA-Pokal-Achtelfinalhinspiel gegen den AS Rom. In der Schlussphase war er wieder in der guten Form des Saisonstarts und besonders sein Auftritt im FA-Cup-Finale hinterließ einen nachhaltigen Eindruck. Die Partie gegen den FC Arsenal verlief mehr oder weniger einseitig für Arsenal und auch Owen war 80 Minuten lang „abgemeldet“, bevor er in den letzten sieben Minuten ein 0:1 in ein 2:1 umdrehte. Vier Tage später bereitete er im UEFA-Pokal-Endspiel gegen Deportivo Alavés (5:4 n. V.) zwei Tore vor, wodurch er gemeinsam mit dem bereits Ende Februar 2001 gewonnenen Ligapokal (dort kam er jedoch nur selten zum Einsatz und im Endspiel saß er nur auf der Ersatzbank) die dritte Pokaltrophäe in einem Jahr errang.
In den beiden folgenden Jahren bis zum Ende der Saison 2002/03 erzielte Owen mit jeweils 19 Ligatoren die besten Jahresausbeuten in seiner Laufbahn. Damit war er zwar nicht mehr bester Premier-League-Schütze, aber er trug damit maßgeblich zum Gewinn der Vizemeisterschaft 2001 bei – der besten Meisterschaftsplatzierung in seiner Liverpooler Zeit. Kurz nach seinem 22. Geburtstag hatte er dazu in der Partie gegen West Ham United (1:1) sein 100. Pflichtspieltor für die „Reds“ erzielt. Am 2. März 2003 steuerte er maßgeblich zum erneuten Gewinn des Ligapokals bei. Im Gegensatz zum Titelgewinn zwei Jahre zuvor war er nun im Finale in der Startelf vertreten und sorgte mit seinem Tor zum 2:0-Endstand gegen Manchester United kurz vor dem Schlusspfiff für die Entscheidung. Es folgte Owens letzte Saison 2003/04 im Dress des FC Liverpool, die wieder gleichsam von Torserien und Verletzungen gekennzeichnet war. Owen, der mittlerweile als Stürmer häufig auf sich alleine gestellt wirkte und dessen Sturmpartner auf keine zweistelligen Trefferanzahlen kamen, erzielte in der Frühphase acht Tore in fünf Ligaspielen, bevor er speziell zur Jahreswende mit Blessuren zu kämpfen hatte, die eine Torflaute mitverantworteten. Im Sommer 2004 verließ Owen Liverpool. Insgesamt hatte er 297 Pflichtspiele für den Klub bestritten und dabei 158 Tore geschossen.

#### Die Zeit nach Liverpool (2004–2013)
Im August 2004 wechselte Owen zum spanischen Rekordmeister Real Madrid. Bestandteil des Transfergeschäfts war neben der Zahlung von acht Millionen Pfund an Liverpool die Personalie Antonio Núñez, der in der entgegengesetzten Richtung bei den „Reds“ anheuerte. Nicht unerheblich für Liverpools Entscheidung, Owen die Freigabe für einen Weggang zu erteilen, war der nur noch bis Mitte 2005 laufende Vertrag gewesen, wonach dieser den Verein hätte ablösefrei verlassen können. In Madrid sah sich Owen sofort harter Konkurrenz ausgesetzt, da er hinter Publikumsliebling und Real-Legende Raúl sowie dem brasilianischen Weltmeister Ronaldo nur als die „Nummer 3“ im Kampf um die beiden Stürmerpositionen galt. So musste er sich häufig mit der „Reservistenrolle“ zufriedengeben. Obwohl ihm dabei noch in der Primera División 13 Tore gelangen, standen die Zeichen schnell wieder auf Abschied. Real Madrid verpflichtete nach einer titellosen Spielzeit Mitte 2005 mit Robinho und Júlio Baptista zwei weitere Stürmer und so sah Owen seine Einsatzchancen weiter schwinden – auch vor dem Hintergrund seiner Perspektive für die im Jahr darauf stattfindende WM 2006 in Deutschland. Dazu kam, dass er abseits des Platzes wenig in Spanien hatte Fuß fassen können und mit seiner jungen Familie zumeist im Hotel gelebt hatte. Mit seiner zurückhaltenden Art unterschied er sich damit deutlich von den Landsleuten David Beckham und Steve McManaman (bis 2003 bei Real aktiv gewesen), die sich einfacher in Spanien integriert hatten. Nach nur einem Jahr zog es Owen zurück in die Premier League. Eine mögliche Rückkehr an alte Wirkungsstätte scheiterte daran, dass Liverpool die von Real Madrid ausgerufene Ablösesumme nicht zu zahlen bereit war. Schließlich investierte Newcastle United unter Trainer Graeme Souness 17 Millionen Pfund in die Verpflichtung von Owen, der letztlich einen Vierjahresvertrag unterzeichnete. Damit brach der Klub den vorherigen Rekord von 15 Millionen Pfund für Alan Shearer, der den „Deal“ wiederum als enger Freund und englischer Nationalmannschaftskollege von Owen mitinszeniert hatte.
Schnell führte er sich mit Toren im englischen Nordosten ein, bevor ein Riss in der Leistengegend im November 2005 zu einer ersten Zwangspause führte. Im Monat darauf kehrte er zurück und schoss einen Hattrick bei West Ham United (4:2), bevor er sich am Silvestertag gegen Tottenham Hotspur eine Fraktur am rechten Mittelfuß zuzog. Diese Verletzung bedeutete quasi das vorzeitige Saisonaus und erst kurz vor Ende der Spielzeit kam er zu einem Kurzeinsatz gegen Birmingham City. In Folge der nächsten schweren Verletzung in Form eines Kreuzbandrisses, den er sich während der WM in Deutschland eingehandelt hatte, waren die Aussichten auch für die zweite Saison 2006/07 eingetrübt. Dabei war die zweite Langzeitverletzung auch in sportpolitischer Hinsicht interessant, da Newcastle United weitgehende Kompensationszahlungen von Seite des englischen Fußballverbands sowie der FIFA erwirkte. Dabei wurde Newcastle zunächst für den Zeitraum von Owens Ausfall eine Teilübernahme des Gehalts zugesprochen, was angesichts der wöchentlich 50.000 Pfund (von insgesamt 110.000 Pfund) insgesamt zwei Millionen Pfund entsprach. Die Summe wurde kurz darauf deutlich aufgestockt, wobei beispielsweise berücksichtigt wurde, dass mit Obafemi Martins von Inter Mailand ein teurer Ersatz verpflichtet werden musste. Hinsichtlich des letztlich finalen Betrags besteht hingegen Unklarheit; die FIFA taxierte die Summe auf zwischen sechs und sieben Millionen, Vereinsoffizielle von Newcastle United hingegen auf zehn Millionen Pfund. Bei den letzten drei Ligaspielen der Saison 2006/07 nahm Owen wieder am Geschehen teil, blieb dabei jedoch ohne eigenen Treffer und musste zum Ende nach einer Kollision mit seinem Mannschaftskameraden Matty Pattison mit einer Gehirnerschütterung das Feld wieder vorzeitig verlassen. Weiteres Verletzungspech in Form eines Oberschenkelproblems verzögerte Owens Start in die anschließende Saison 2007/08 und nach einer Operation an beiden Leisten folgte im November 2007 ein Muskelriss im Oberschenkel. Nach seinem Comeback zum Jahresende startete er dann bis zum Ende der Spielzeit zu einer ersten längeren Einsatzserie für die „Magpies“. Dabei hatte ihn sein neuer Trainer Kevin Keegan ungeachtet der vorherigen Probleme zum Mannschaftskapitän befördert und ihm eine neue Rolle im Angriffsspiel zugewiesen. Da Owen viel von seiner vorherigen Schnelligkeit eingebüßt hatte, ließ ihn Keegan etwas zurückhängend hinter den Spitzen agieren. Dort spielte Owen zunehmend seine Passqualitäten aus und dazu war er mit sieben Toren aus den letzten neun Ligabegegnungen maßgeblich für den Klassenerhalt mitverantwortlich. Im Januar 2009 wurde bekannt, dass Owen seinen auslaufenden Vertrag vorerst nicht verlängern und noch bis zum Sommer die Situation des Vereins beobachten werde. Nachdem Newcastle aus der Premier League abgestiegen war, unterschrieb er am 3. Juli 2009 beim englischen Meister Manchester United einen Zweijahresvertrag.

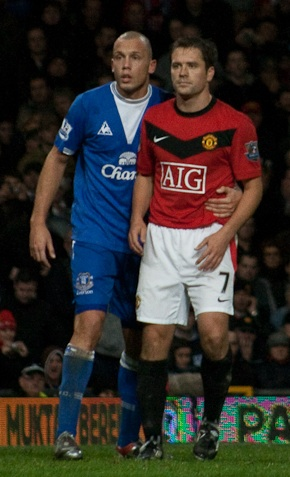
Michael Owen (r.) gegen John Heitinga vom FC Everton, 2009

Owen erhielt bei Manchester United die Rückennummer 7, die zuvor Ikonen des Vereins wie George Best, Bryan Robson, David Beckham und Cristiano Ronaldo getragen hatten. Am 20. September 2009 erzielte Owen sein erstes Tor im Old Trafford: In der 6. Spielminute der Nachspielzeit gelang ihm der Siegestreffer zum 4:3-Endstand gegen den Stadtrivalen Manchester City im Manchester Derby. Nach einem Hattrick gegen den VfL Wolfsburg in der Champions League am 8. Dezember 2009 wurde in den Medien über eine mögliche Nominierung Owens für die englische Nationalmannschaft im Hinblick auf die Weltmeisterschaft 2010 spekuliert. Owen erzielte zudem im Ligapokalfinale 2010 den ersten Treffer, musste aber noch vor der Halbzeit aufgrund einer Verletzung am Oberschenkel ausgewechselt werden. Diese Verletzung stellte sich im Nachhinein als derart schwerwiegend heraus, dass Owen die restliche Saison pausieren musste. Nach dem Gewinn der englischen Meisterschaft 2011 – der ersten und einzigen in seiner Laufbahn – wurde Owens Vertrag am 1. Juni 2011 bei United um ein weiteres Jahr verlängert. Die Fachwelt nahm die Entscheidung etwas überrascht zur Kenntnis, denn in der zurückliegenden Saison 2010/11 hatte er nur elf Ligaspiele bestritten und im Schatten von Stürmern wie Wayne Rooney, Dimitar Berbatow und Chicharito gestanden (dazu kamen der aus Sunderland zurückgekehrte Leihspieler Danny Welbeck und weitere Transfergerüchte auf den Stürmerpositionen). Nach gerade einmal vier Pflichtspieleinsätzen in der Saison 2011/12 endete anschließend Owens Zeit in Manchester ohne ein neues Vertragsangebot.
Am 4. September 2012 unterschrieb Owen bei Stoke City einen Kontrakt bis Saisonende. Er verkündete am 19. März 2013, seine Karriere zum Saisonende hin zu beenden. Am 19. Mai 2013 absolvierte Owen sein letztes Spiel beim 1:1 seines Clubs beim FC Southampton zum Saisonabschluss in der Premier League, nachdem er in der 74. Spielminute eingewechselt worden war.

### Nationalmannschaft
In der A-Nationalmannschaft debütierte Owen am 11. Februar 1998 in einem Freundschaftsspiel gegen Chile. Damit war er gleichzeitig der jüngste für England im 20. Jahrhundert eingesetzte Spieler. Kurz darauf gelang ihm beim 1:0-Sieg gegen Marokko am 23. Mai 1998 das erste Tor und die anschließende WM 1998 brachte ihm einen international weit beachteten Durchbruch. Zunächst nur als Ergänzungsspieler im Team eingeplant, schoss er kurz nach seiner Einwechslung in der 73. Minute im zweiten Gruppenspiel gegen Rumänien das Tor zum 1:1-Ausgleich und die 1:2-Niederlage hätte er kurz vor Ende beinahe egalisiert, wäre er mit seinem Torschuss nicht am Pfosten gescheitert. Daraufhin beförderte ihn Trainer Glenn Hoddle in die Startelf und besonders mit seiner Leistung im Achtelfinale gegen Argentinien beeindruckte er die Fachwelt. Nach einer guten Viertelstunde setzte er beim Stand von 1:1 zu einem Solo über den halben Platz an und brachte den Ball selbst im Tor unter – letztlich ging die Partie im Elfmeterschießen verloren (Owen selbst hatte dabei getroffen).
Die nächsten nennenswerten Erfolgserlebnisse folgten nach der Jahrtausendwende. Zuvor war Owen bei der Euro 2000 zwar in allen drei Gruppenspielen vertreten und auch in einem weiteren Duell mit Rumänien (2:3) mit einem Tor erfolgreich gewesen, aber letztlich war das Turnier mit Vorrundenaus enttäuschend verlaufen. Nach dem Rücktritt von Alan Shearer war Owen unter dem neuen Trainer Sven-Göran Eriksson die neue „Nummer 1“ im englischen Sturm und mit seinem Hattrick zum spektakulären 5:1-Auswärtssieg gegen Deutschland sorgte er in dieser Rolle für erste Glanzlichter. Bei der kurz darauf folgenden WM 2002 in Japan und Südkorea holte er zunächst beim 1:0-Sieg im erneuten Aufeinandertreffen mit Argentinien den entscheidenden Elfmeter heraus. Die einzigen zwei Tore im Turnier erzielte im Achtel- und Viertelfinale gegen Dänemark (3:0) bzw. den späteren Weltmeister aus Brasilien (1:2).
Nach fünf Toren in der Qualifikation zur Euro 2004 in Portugal blieben ihm wieder in der Gruppenphase eigene Tore versagt, bevor er im Viertelfinale gegen den Gastgeber einen frühen 1:0-Treffer schoss. Die Partie ging danach erneut ins Elfmeterschießen und obwohl Owen selbst ein weiteres Mal verwandelt hatte, schied England wieder über diesen Weg aus. Zur zwei Jahre später stattfindenden WM 2006 in Deutschland gelang es Owen nach einem Mittelfußbruch zwar, sich rechtzeitig einsatzbereit zu melden, aber dort riss er sich im letzten Gruppenspiel gegen Schweden ohne Einwirkung eines weiteren Spielers das Kreuzband im rechten Knie. Owen bereute später seinen Einsatz bei der WM in Anbetracht der beschleunigten Maßnahmen zu seiner Wiederherstellung nach dem Mittelfußbruch und der mangelhaften Muskulatur zur Stabilisierung des Knies.
Nach dieser schweren Verletzung erreichte Owen nie wieder sein früheres Niveau. Er konnte an den ersten sechs Qualifikationsspielen für die Euro 2008 nicht teilnehmen. Im Anschluss an einen Testeinsatz für die englische B-Nationalmannschaft gegen Albanien nominierte ihn der neue Trainer Steve McClaren wieder für die anstehenden Partien gegen Brasilien und Estland. Seine beiden Tore gegen Russland (3:0) am 12. September 2007 waren Owens letzte für die „Three Lions“. England verpasste die Euro 2008 und McClarens Nachfolger Fabio Capello ließ ihn nur noch im März 2008 zu einem Kurzeinsatz im Freundschaftsspiel gegen Frankreich kommen.
Owen absolvierte insgesamt 89 A-Länderspiele für England und schoss dabei 40 Tore. Damit ist er in der ewigen Torschützenliste der englischen Nationalmannschaft auf dem fünften Platz. Im englischen Volksmund wird er dafür anerkennend als „St. Michael“ bezeichnet.

## Titel/Auszeichnungen
Mit seinen Vereinen
- Englische Meisterschaft: 2011
- FA Cup: 2001
- Englischer Ligapokal (3): 2001, 2003, 2010
- UEFA-Pokal: 2001
- Europäischer Supercup: 2001
- FA Community Shield (2): 2001, 2010
- FA Youth Cup: 1996

Auszeichnungen
- Ballon d’Or („Europas Fußballer des Jahres“): 2001
- PFA Nachwuchsspieler des Jahres: 1998
- PFA Team of the Year: 1997/98
- Torschützenkönig der Premier League: 1998, 1999
- Sportler des Jahres in Großbritannien: 1998
- Premier League Player of the Season: 1997/98
- Premier League Player of the Month: August 1998
- Aufnahme in die FIFA 100

## Saisonübersicht
| Verein            | Liga             | Saison          | Liga   | Liga | Nat. Pokal | Nat. Pokal | Europapokal | Europapokal | Andere | Andere | Gesamt | Gesamt |
| Verein            | Liga             | Saison          | Spiele | Tore | Spiele     | Tore       | Spiele      | Tore        | Spiele | Tore   | Spiele | Tore   |
| ----------------- | ---------------- | --------------- | ------ | ---- | ---------- | ---------- | ----------- | ----------- | ------ | ------ | ------ | ------ |
| FC Liverpool      | Premier League   | 1996/97         | 2      | 1    | -          | -          | -           | -           | -      | -      | 2      | 1      |
| FC Liverpool      | Premier League   | 1997/98         | 36     | 18   | -          | -          | 4           | 1           | 4      | 4      | 44     | 23     |
| FC Liverpool      | Premier League   | 1998/99         | 30     | 18   | 2          | 2          | 6           | 2           | 2      | 1      | 40     | 23     |
| FC Liverpool      | Premier League   | 1999/00         | 27     | 11   | 1          | 0          | -           | -           | 1      | 0      | 30     | 12     |
| FC Liverpool      | Premier League   | 2000/01         | 28     | 16   | 5          | 3          | 11          | 4           | 2      | 1      | 46     | 24     |
| FC Liverpool      | Premier League   | 2001/02         | 29     | 19   | 2          | 2          | 10          | 5           | 2      | 2      | 43     | 28     |
| FC Liverpool      | Premier League   | 2002/03         | 35     | 19   | 2          | 0          | 12          | 7           | 5      | 2      | 54     | 28     |
| FC Liverpool      | Premier League   | 2003/04         | 29     | 16   | 3          | 1          | 6           | 2           | -      | -      | 38     | 19     |
| Gesamt            | Gesamt           | Gesamt          | 216    | 118  | 15         | 8          | 49          | 21          | 17     | 11     | 297    | 158    |
| Real Madrid       | Primera División | 2004/05         | 36     | 13   | 4          | 2          | 5           | 1           | -      | -      | 45     | 16     |
| Gesamt            | Gesamt           | Gesamt          | 36     | 13   | 4          | 2          | 5           | 1           | -      | -      | 45     | 16     |
| Newcastle United  | Premier League   | 2005/06         | 11     | 7    | -          | -          | -           | -           | -      | -      | 11     | 7      |
| Newcastle United  | Premier League   | 2006/07         | 3      | 0    | -          | -          | -           | -           | -      | -      | 3      | 0      |
| Newcastle United  | Premier League   | 2007/08         | 29     | 11   | 3          | 1          | -           | -           | 1      | 1      | 33     | 13     |
| Newcastle United  | Premier League   | 2008/09         | 28     | 8    | 2          | 0          | -           | -           | 2      | 2      | 32     | 10     |
| Gesamt            | Gesamt           | Gesamt          | 71     | 26   | 5          | 1          | -           | -           | 3      | 3      | 79     | 30     |
| Manchester United | Premier League   | 2009/10         | 19     | 3    | 1          | 0          | 6           | 4           | 5      | 2      | 31     | 9      |
| Manchester United | Premier League   | 2010/11         | 11     | 2    | 2          | 1          | 2           | 0           | 2      | 2      | 17     | 5      |
| Manchester United | Premier League   | 2011/12         | 1      | 0    | -          | -          | 1           | 0           | 2      | 3      | 4      | 3      |
| Gesamt            | Gesamt           | Gesamt          | 31     | 5    | 3          | 1          | 9           | 4           | 9      | 7      | 52     | 17     |
| Stoke City        | Premier League   | 2012/13         | 8      | 1    | 1          | 0          | -           | -           | -      | -      | 9      | 1      |
| Gesamt            | Gesamt           | Gesamt          | 8      | 1    | 1          | 0          | -           | -           | -      | -      | 9      | 1      |
| Karriere Gesamt   | Karriere Gesamt  | Karriere Gesamt | 362    | 163  | 28         | 12         | 63          | 26          | 29     | 21     | 482    | 222    |

## The Masked Singer
Im Januar 2022 nahm Owen als Doughnuts an der dritten Staffel der britischen Version von The Masked Singer teil, in der er den sechsten von insgesamt zwölf Plätzen belegte.

## Privatleben
Owen ist verheiratet und hat mit seiner Frau vier Kinder.